# Alexis Wright
Alexis Wright FAHA (* 25. November 1950 in Cloncurry, Queensland) ist eine australische Schriftstellerin aus dem Aborigine-Volk der Waanyi. Bekannt ist sie für ihre Romane Carpentaria (2006) und Praiseworthy (2023).

## Leben
Wright wurde im November 1950 in der Kleinstadt Cloncurry im ländlichen Queensland als Tochter eines weißen Mannes und einer Aborigine-Frau aus dem Volk der Waanyi geboren. Die Waanyi entstammen ursprünglich der Region um den Golf von Carpentaria im Norden Australiens, von wo Wrights Familie vertrieben worden war. Ihre Großmutter mütterlicherseits hatte zudem chinesische Wurzeln. Wrights Vater starb gut fünf Jahre nach ihrer Geburt, weshalb sie von ihrer Mutter und Großmutter unter schwierigen Bedingungen großgezogen wurde. Mit 17 Jahren verließ sie Cloncurry und lebte in den nächsten Jahren an verschiedenen Orten in Australien und Neuseeland.
Später ließ sich Wright in Alice Springs nieder, bevor sie 2005 nach Melbourne zog. In diesen Jahren arbeitete sie in verschiedensten kulturellen-medialen Berufen. Sie machte sich dabei für die Rechte der Aborigines stark und kritisierte die Auswirkungen von Kolonialismus und Klimawandel auf ihr Volk. Von 2017 bis 2022 hielt sie den Boisbouvier Chair in Australian Literature an der Universität Melbourne. Wright ist verheiratet.

## Werk
Wrights schriftstellerisches Werk greift stets ihre Identität als Aborigine auf. Sie verarbeitet dabei die Erzählungen ihrer Großmutter und diverse Aborigine-Mythen, wodurch sie ihr schriftstellerisches Werk auf die Tradition der mündlichen Überlieferung von Mythen und Geschichten bezieht. Ihre Romane zeichnen sich durch eine detailreiche Polyphonie aus. Wesentlich beeinflusst wurde ihr Schaffen von der Zeitlichkeitsidee des mexikanischen Schriftstellers Carlos Fuentes, der die Bedeutung verschiedener Zeitebenen hervorhob. Auch James Joyce und Gabriel García Márquez gelten als ihre Vorbilder. Hin und wieder wird Wright dem magischen Realismus zugeordnet, wenngleich sie selbst die Bezeichnung „hyperreal“ in Bezug auf die für sie typische Verwobenheit von Mythen, überzeitlicher Realität und tatsächlichen historischen Ereignissen bevorzugt. Die New York Times zählte Wright 2024 zu den bedeutendsten Schriftstellern Australiens.
Bereits mit ihrem Roman Plains for Promise (1997) wurde Wright in die Kurzauswahl mehrerer Literaturpreise aufgenommen. Ihr zweiter Roman Carpentaria wurde wegen seiner Länge und dichterischen Sprachgestaltung von vielen Verlagen zunächst abgelehnt, bevor er 2006 von dem kleinen unabhängigen Verlagshaus Giramondo verlegt wurde. Mit diesem Roman gelang Wright ihr schriftstellerischer Durchbruch: 2007 wurde sie für ihn mit dem prestigeträchtigen Miles Franklin Award ausgezeichnet, dem bedeutendsten Literaturpreis Australiens. In ihrem dritten Roman The Swan Book (2013) verarbeitete Wright als eine der ersten australischen Schriftstellerinnen die Folgen des Klimawandels. Ihr vierter Roman Praiseworthy (2023) spielt am Golf von Carpentaria und handelt von einem Aborigine, der vor dem Hintergrund des Klimawandels und des Ausstiegs aus fossilen Energien mit Wildeseln ein umweltfreundliches Transportunternehmen aufbauen und so zum Milliardär werden will. Der Roman ist dabei genreübergreifend und ein „klar vernehmbarer Ruf für die Unabhängigkeit der Aborigines“. Neben dem Klimawandel spielt auch der Einfluss die sogenannte Northern Territory National Emergency Response eine Rolle im Roman, ein 2007 verabschiedetes Gesetzespaket, das nach einigen Missbrauchsfällen diverse Maßnahmen gegen die Aborigines im Northern Territory verhängte und diese damit in der öffentlichen Wahrnehmung pauschal als alkoholabhängige Kinderschänder abschrieb.
Neben ihren Romanen veröffentlichte Wright auch einige andere Texte, die weniger Beachtung erfuhren. Darunter fallen das Sachbuch Grog War: Shifting the Blame: One Town’s Fight against Alcohol (1997) und die Anthologie Take Power, Like this Old Man Here: An Anthology of Writings Celebrating Twenty Years of Land Rights in Central Australia 1977–1997 (1998). Ersteres ist eine Studie des Alkoholmissbrauchs in der Ortschaft Tennnat Creek. 2017 folgte eine Biografie des Aborigine-Aktivisten Tracker Tilmouth.

## Ehrungen
- 2007: Miles Franklin Award für Carpentaria[2]
- 2007: ALS Gold Medal für Carpentaria[7]
- 2007: Queensland Premier’s Award for Fiction für Carpentaria[5]
- 2007: Vance Palmer Prize for Fiction für Carpentaria[5]
- 2007: Australian Literary Fiction Book of the Year für Carpentaria[5]
- 2014: Honorary Fellow der Australian Academy of the Humanities[4]
- 2014: ALS Gold Medal für The Swan Book[7]
- 2018: Stella Prize für Tracker[6]
- 2023: The University of Queensland Fiction Book Award für Praiseworthy[6]
- 2024: ALS Gold Medal für Praiseworthy[7]
- 2024: Stella Prize für Praiseworthy[6]
- 2024: James Tait Black Memorial Prize für das Jahr 2023 für Praiseworthy[8]
- 2024: Miles Franklin Award für Praiseworthy[8]

## Veröffentlichungen
Romane
- Plains of Promise. University of Queensland Press, Brisbane 1997. ISBN 0-7022-2917-2.
- Carpentaria. Giramondo, Sydney 2006. ISBN 978-1-920882-17-4.
- The Swan Book. Giramondo, Sydney 2013. ISBN 978-1-922146-41-0.
- Praiseworthy. Giramondo, Sydney 2023. ISBN 978-1-922146-41-0.

Sachliteratur
- Grog War: Shifting the Blame: One Town’s Fight against Alcohol. Magabala Books, Broome 1997. ISBN 978-1-875641-31-4.
- Tracker. Giramondo, Sydney 2017. ISBN 978-1-925336-33-7.

Herausgeberschaften
- Take Power Like this Old Man Here: An Anthology of Writings Celebrating Twenty Years of Land Rights in Central Australia, 1977–1997. IAD Press, Alice Springs 1998. ISBN 1-86465-005-2.